# Энгвиллер
Энгвиллер (фр. Engwiller) — коммуна на северо-востоке Франции в регионе Гранд-Эст (бывший Эльзас — Шампань — Арденны — Лотарингия), департамент Нижний Рейн, округ Агно-Висамбур, кантон Рейшсоффен. До марта 2015 года коммуна административно входила в состав упразднённого кантона Нидербронн-ле-Бен (округ Агно).
Площадь коммуны — 3,74 км², население — 450 человек (2006) с тенденцией к росту: 482 человека (2013), плотность населения — 128,9 чел/км².

## Население
Население коммуны в 2011 году составляло 468 человек, в 2012 году — 467 человек, а в 2013-м — 482 человека.
| 1962 | 1968 | 1975 | 1982 | 1990 | 1999 | 2006 | 2008 | 2011 | 2012 | 2013 |
| ---- | ---- | ---- | ---- | ---- | ---- | ---- | ---- | ---- | ---- | ---- |
| 365  | 384  | 414  | 406  | 443  | 432  | 450  | 474  | 468  | 467  | 482  |

Динамика населения:

## Экономика
В 2010 году из 325 человек трудоспособного возраста (от 15 до 64 лет) 265 были экономически активными, 60 — неактивными (показатель активности 81,5 %, в 1999 году — 71,6 %). Из 265 активных трудоспособных жителей работали 254 человека (139 мужчин и 115 женщин), 11 числились безработными (четверо мужчин и 7 женщин). Среди 60 трудоспособных неактивных граждан 22 были учениками либо студентами, 20 — пенсионерами, а ещё 18 — были неактивны в силу других причин.